# Полсдоттир, Айвёр
Айвёр Полсдоттир, также встречается вариант произношения Эйвор Паульсдоуттир (фар. Eivør Pálsdóttir, род. 21 июля 1983 года, Эстурой) — фарерская певица и автор песен. В её творчестве смешиваются элементы джаза, фолка, кантри, рока, а также классической и христианской музыки. За её манеру исполнения певицу часто называют фарерской Бьорк.

## Карьера
В двенадцатилетнем возрасте Айвёр выступала в составе фарерского хора в Италии. В 13 лет она впервые появилась на фарерском телевидении и в том же году стала победительницей национального песенного конкурса. В 1999 году стала участницей рок-группы Clickhaze.
Год спустя вышел её первый альбом — Eivør Pálsdóttir. Он представлял собой собрание классических фарерских баллад, исполненных под аккомпанемент гитары с джазовыми вкраплениями. В 2001 году вместе со своей группой Clickhaze Айвёр стала победителем фарерского конкурса музыкальных групп Prix Føroyar. Летом 2002 года вместе с Clickhaze был выпущен рок-альбом, вслед за чем последовал успешный тур на Фарерах, в Швеции, Дании, Исландии и Гренландии.
В 2003 году певица выпустила свой второй сольный альбом — Krákan. В тот же год она была номинирована на премию Icelandic Music Awards и победила в двух номинациях — лучшая певица и лучший исполнитель. Альбом 2004 года (Eivør), записанный совместно с канадцем Биллом Борном, стал одним из наиболее продаваемых альбомов фарерских музыкантов в США и Канаде. В этом же году певица стала обладательницей титула фаререц года. Альбом певицы 2007 года был записан как в английской версии (Human Child), так и в фарерском варианте (Mannabarn).
Основу репертуара составляют песни на фарерском и английском языках примерно в равном соотношении. Однако в творчестве певицы в той или иной степени представлены все скандинавские языки (кроме норвежского).

## Дискография
- 2000 — Eivør Pálsdóttir
- 2003 — Krákan
- 2004 — Eivør (с Биллом Борном)
- 2005 — Trøllabundin (с Danish Radio Big Band)
- 2007 — Human Child (английское издание)
- 2007 — Mannabarn (фарерское издание)
- 2009 — Eivör Live
- 2010 — Undo your mind EP
- 2010 — Larva
- 2013 — Room
- 2015 — Bridges
- 2016 — At the Heart of A Selkie (при участии Peter Jensen, The Danish Radio Big Band и Danish National Vocal Ensemble)
- 2015 — Slør
- 2017 — Slør (English Version)
- 2019 — Live In Tórshavn
- 2020 — Segl
- 2024 — Enn

## Участие в совместных проектах

### Музыка
- 2002 Kristian Blak & Yggdrasil — Yggdrasil
- 2002 Lossingarmenn — Lossingarmenn
- 2003 Clickhaze — EP
- 2006 Martin Joensen & Hinir — Á Brúnni
- 2007 Kristian Blak & Yggdrasil — Askur
- 2007 Frostrósir — Heyr Himnasmiður
- 2009 Nephew — Police Bells and Church Sirens
- 2011 Vamp — I full symfoni II med Kringkastingsorkesteret
- 2011 Nik & Jay — Engle Eller Dæmoner
- 2011 Eivør, Ragga Gröndal, Sinfóníuhljómsveit Íslands — Manstu gamla daga
- 2012 Elly Vilhjálms — Minningartónleikar um Elly Vilhjálms
- 2014 Ginman/Eivør — The Color Of Dark
- 2018 Worakls — Orchestra
- 2020 J2 — Unbreakable

### Театральные постановки
- 2004 María Ellingsen, Snorri Freyr Hilmarsson, Eivör Pálsdóttir, Rejo Kela — Úlfhamssaga, балет
- 2008 Gavin Bryars — Tróndur í Gøtu, опера
- 2011 María Ellingsen, Rejo Kela, Eivör Pálsdóttir — Ferðalag Fönixins, танцевальная постановка
- 2012 Helga Arnalds, Charlotte Bøving, Eivør Pálsdóttir — Skrímslið litla systir mín, сказка
- 2013 Gavin Bryars, Marilyn Bowering — Marilyn Forever, опера

### Фильмы
- 2017 Последнее королевство, сериал

### Компьютерные игры
- 2018 God of War
- 2018 The Banner Saga 3
- 2022 God of War: Ragnarök